# Jane Greer

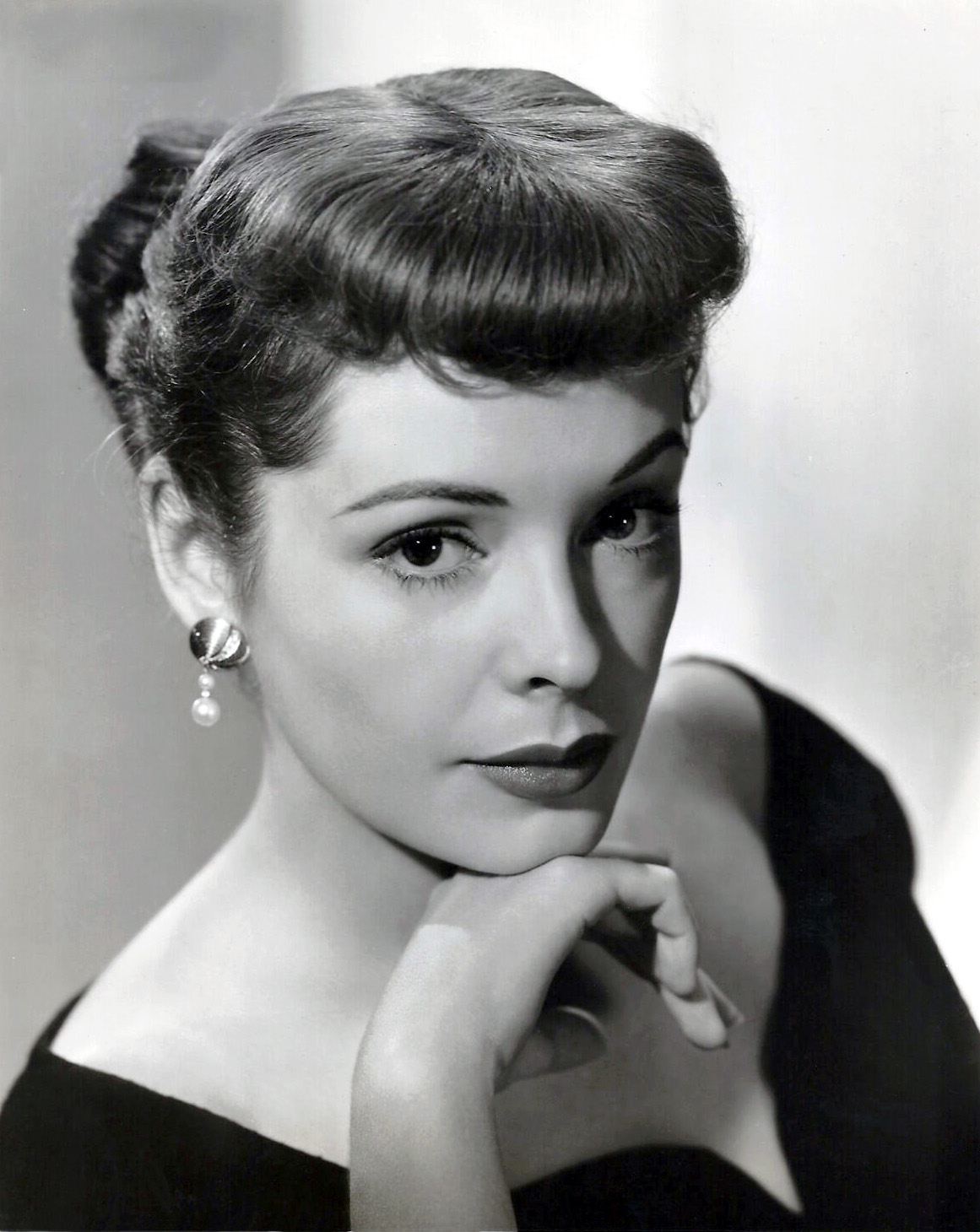
Jane Greer på 1940-talet.

Jane Greer, född Bettejane Greer den 9 september 1924 i Washington, D.C., död 24 augusti 2001 i Los Angeles i Kalifornien, var en amerikansk skådespelare. Greer gjorde bland annat femme fatale-rollen som Kathie Moffat mot Robert Mitchum och Kirk Douglas i film noir-thrillern Skuggor ur det förflutna från 1947. Under sin karriär, 1945-1996, medverkade hon i 28 filmer.
Jane Greer deltog redan som barn i många skönhetstävlingar och var professionell fotomodell som tolvåring. Under tiden i high school medverkade hon i skolpjäser och hoppade av skolan under andra året för att bli vokalist i en dansorkester. Hon poserade i uniform för Women's Army Corps på en rekryteringsaffisch under andra världskriget och hamnade 1942 på omslaget av tidskriften Life, vilket senare ledde till ett kontrakt med Howard Hughes 1943. Av detta blev dock inget förrän 1945, då hon gjorde filmdebut för RKO i Two O'Clock Courage. Hon kom att identifieras med femme fatale-typen men gjorde även en mängd andra rollfigurer.
Jane Greer var 1943-1944 gift med Rudy Vallée och 1947-1963 med affärsmannen Edward Lasker.

## Filmografi i urval
- 1945 – Two O'Clock Courage
- 1945 – Dick Tracy
- 1945 – Det är från kriminalen
- 1946 – The Bamboo Blonde
- 1947 – Skuggor ur det förflutna
- 1947 – Sinbad sjöfararen
- 1947 – Innan domen faller
- 1948 – Främlingen från Kansas
- 1949 – Jakten genom Mexico
- 1951 – You're in the Navy Now
- 1952 – Fången på Zenda
- 1953 – Clownen
- 1956 – Fly för livet
- 1957 – Mannen med tusen ansikten
- 1964 – Where Love Has Gone
- 1975 – Columbo (TV-serie) (avsnittet "Troubled Waters")
- 1984 – Mot alla odds